# 홍등가의 혈투
《홍등가의 혈투》(紅燈區, Street Angels)는 홍콩에서 제작된 등연성 감독의 1996년 드라마 영화이다. 구숙정 등이 주연으로 출연하였다.

## 출연

### 주연
- 구숙정
- 임달화
- 서기

### 조연
- 주가령